# Adoretus flavohumeralis
Adoretus flavohumeralis är en skalbaggsart som beskrevs av Ohaus 1914. Adoretus flavohumeralis ingår i släktet Adoretus och familjen Rutelidae. Inga underarter finns listade i Catalogue of Life.